# قرة مسجد
قرة مسجد هي قرية في مقاطعة سراب، إيران. عدد سكان هذه القرية هو 111 في سنة 2006.